# LWH (ヘルメット)

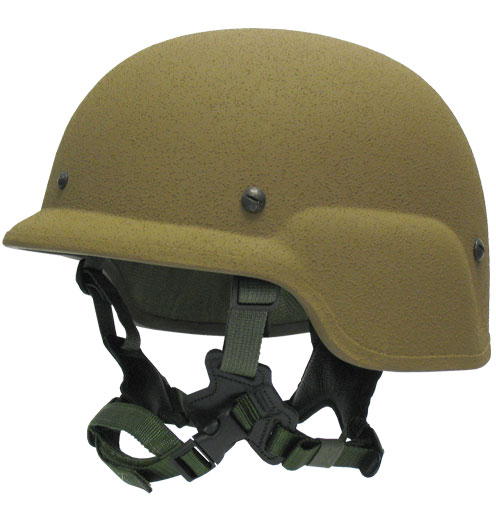
LWH

LWH (Lightweight Helmet)は、アメリカ海兵隊およびアメリカ海軍が採用している戦闘用ヘルメット。

## 概要
旧式化したPASGTヘルメットの後継として2003年に採用された装備であり、外観はPASGTとほぼ同様であるものの材質の変更によって防弾能力を維持したまま軽量化が行われている。
内装については当初、従来型のハンモック式にメッシュのクラウンパッドを追加したタイプを採用していたが、後に陸軍のACHと同様の「クッションパッド式」に改められた。クッションパッド方式は7枚のパッドをベルクロ（マジックテープ）でヘルメット内部に装着するタイプの内装であり、装着者の頭の形状に合わせやすく衝撃吸収性に優れるという特徴がある。説明書にはハンモック式はクッションパッド式よりも性能が劣り危険であるため、ただちに交換するように書かれている。
本体はオリーブドラブ（OD）単色で塗装されており、デザート仕様もしくはウッドランド仕様のMARPAT迷彩を施したヘルメットカバーの装着が可能。あご紐（チンストラップ）はPASGTの2点式よりも安定性が高い4点式を採用している。後頭部はX字型を採用しており、うなじの防護を目的とした「Nape Pad」を追加することが出来る。ヘルメットの正面には暗視装置用の基台が取り付け可能になっているため、AN/PVS-7やAN/PVS-14を装着することが出来る。
配備は2009年に完了したが、後継となるECHの配備が2013年より開始されている。

## 画像

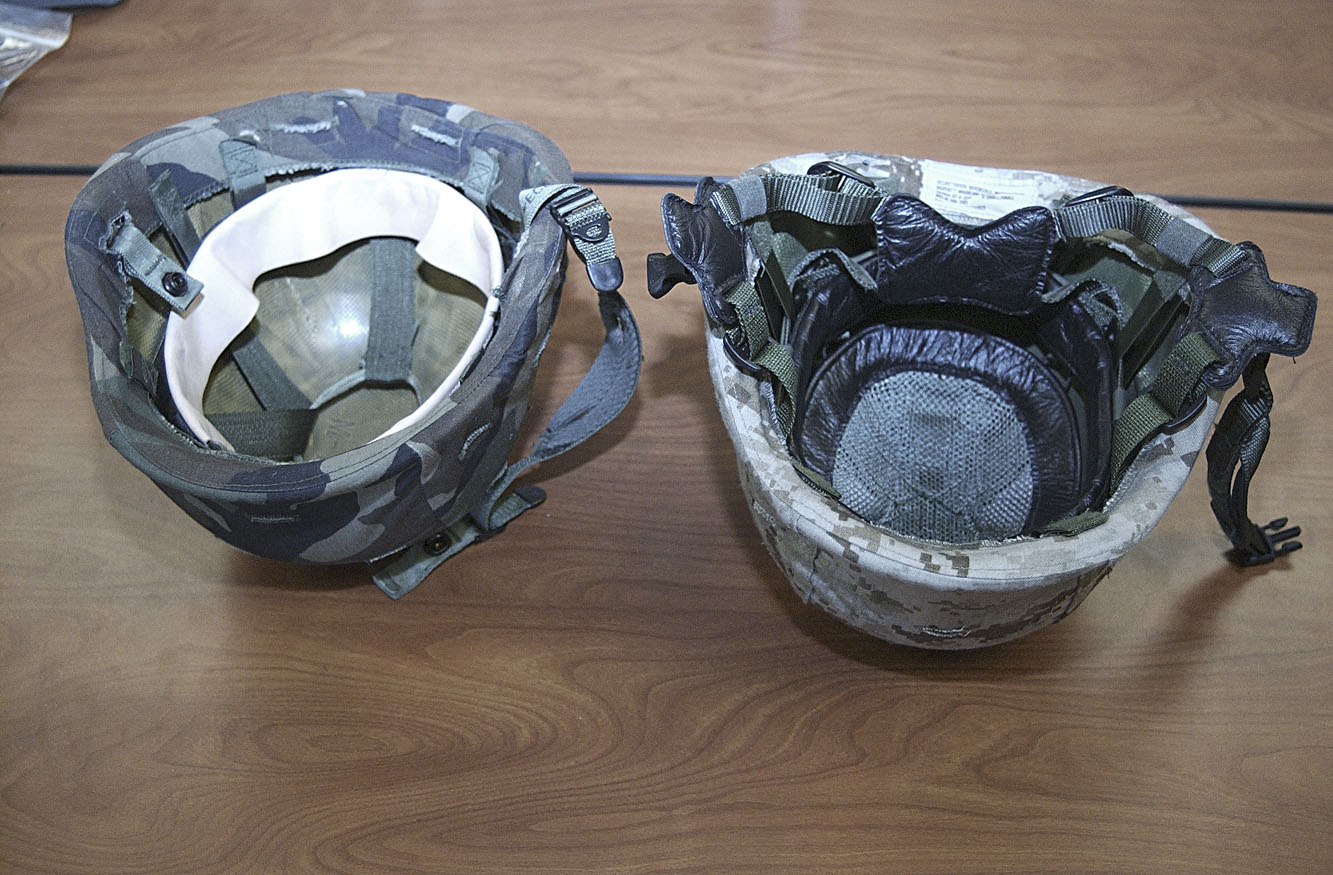
PASGT（左、ハンモック式)とLWG（右）との内装の比較
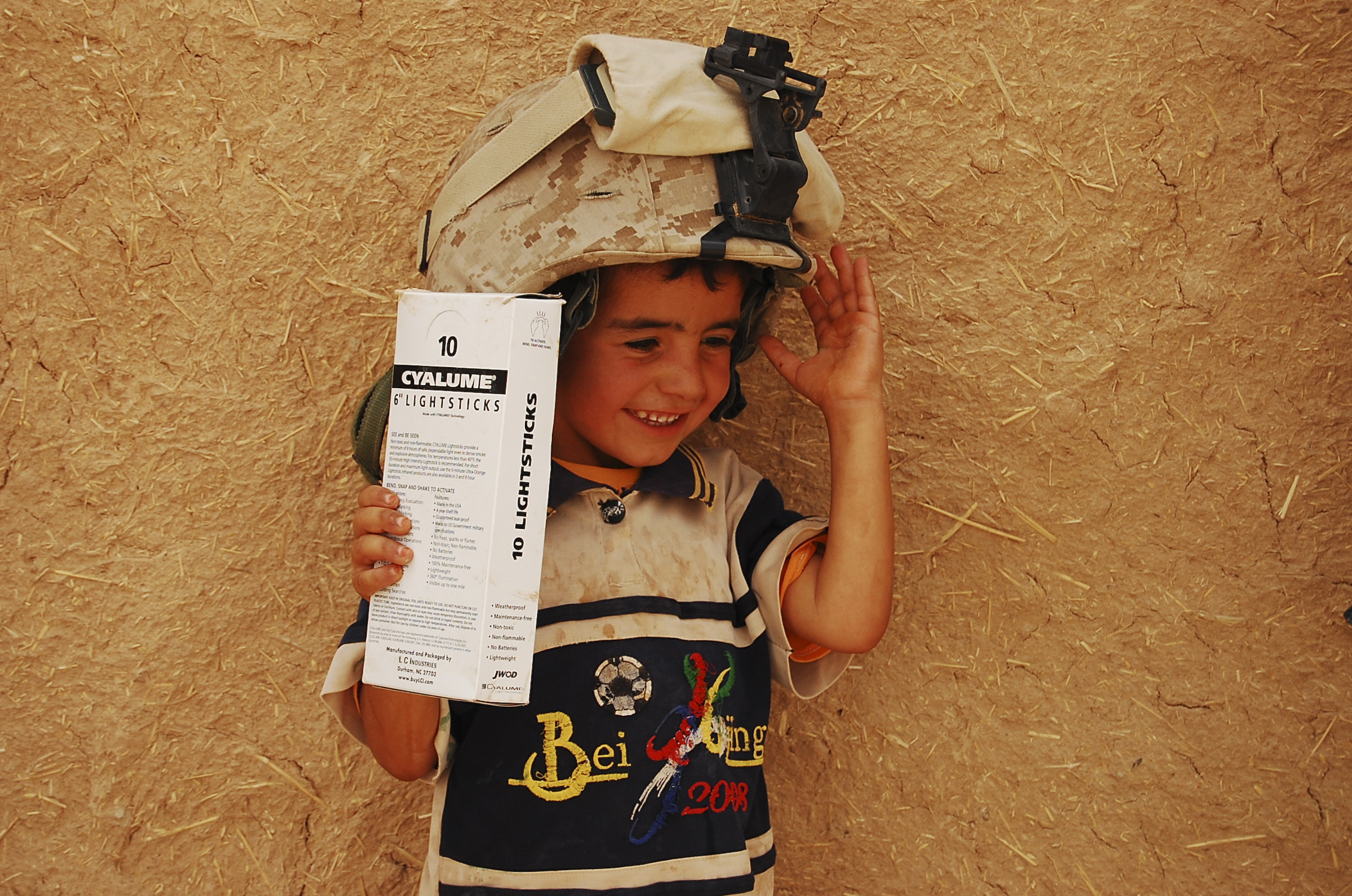
LWHを試着するイラク人の少年、右手で持っているのはプレゼントされたケミカルライト
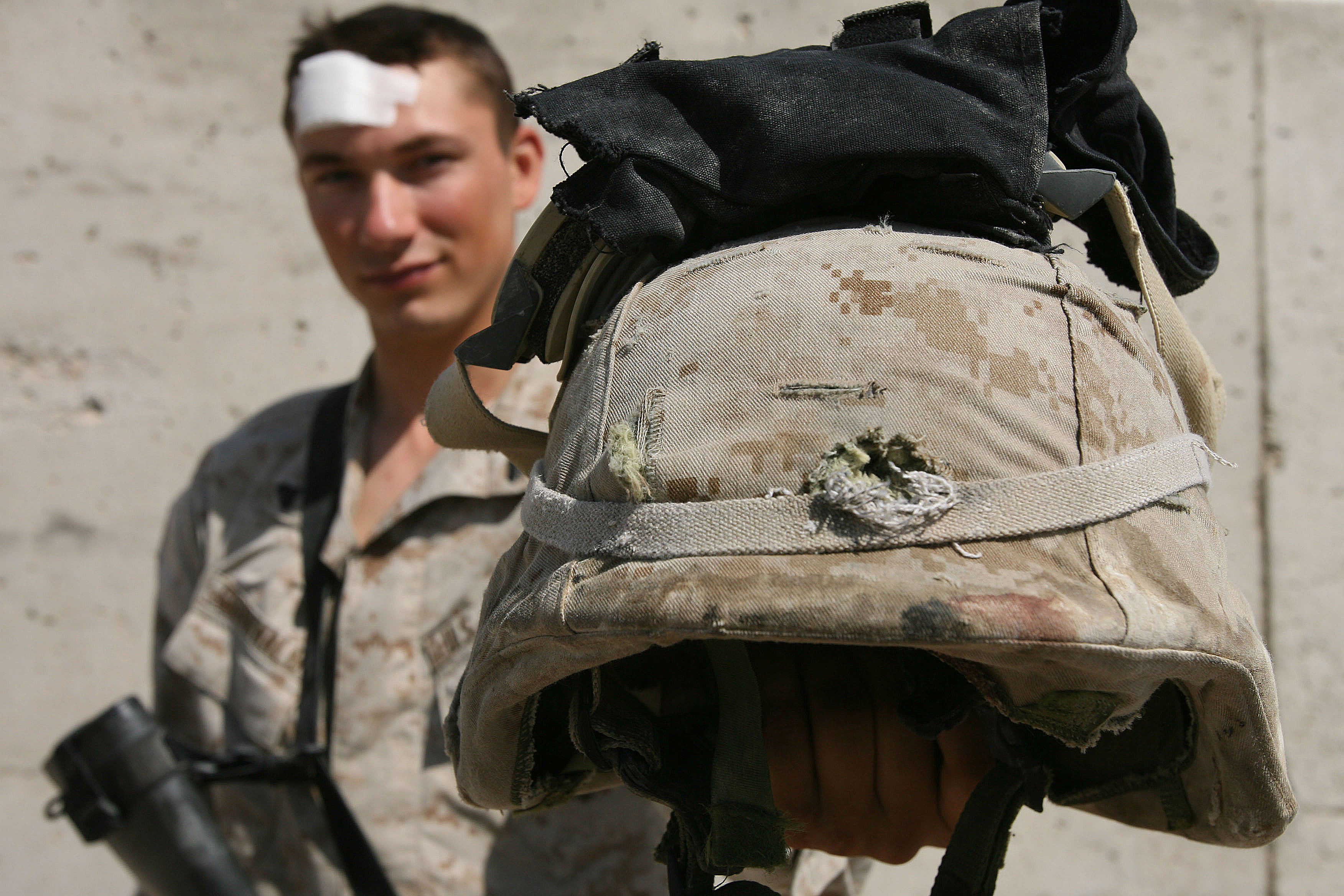
敵弾を阻止したLWH、着用者は額に軽い切り傷を負っただけで済んだ
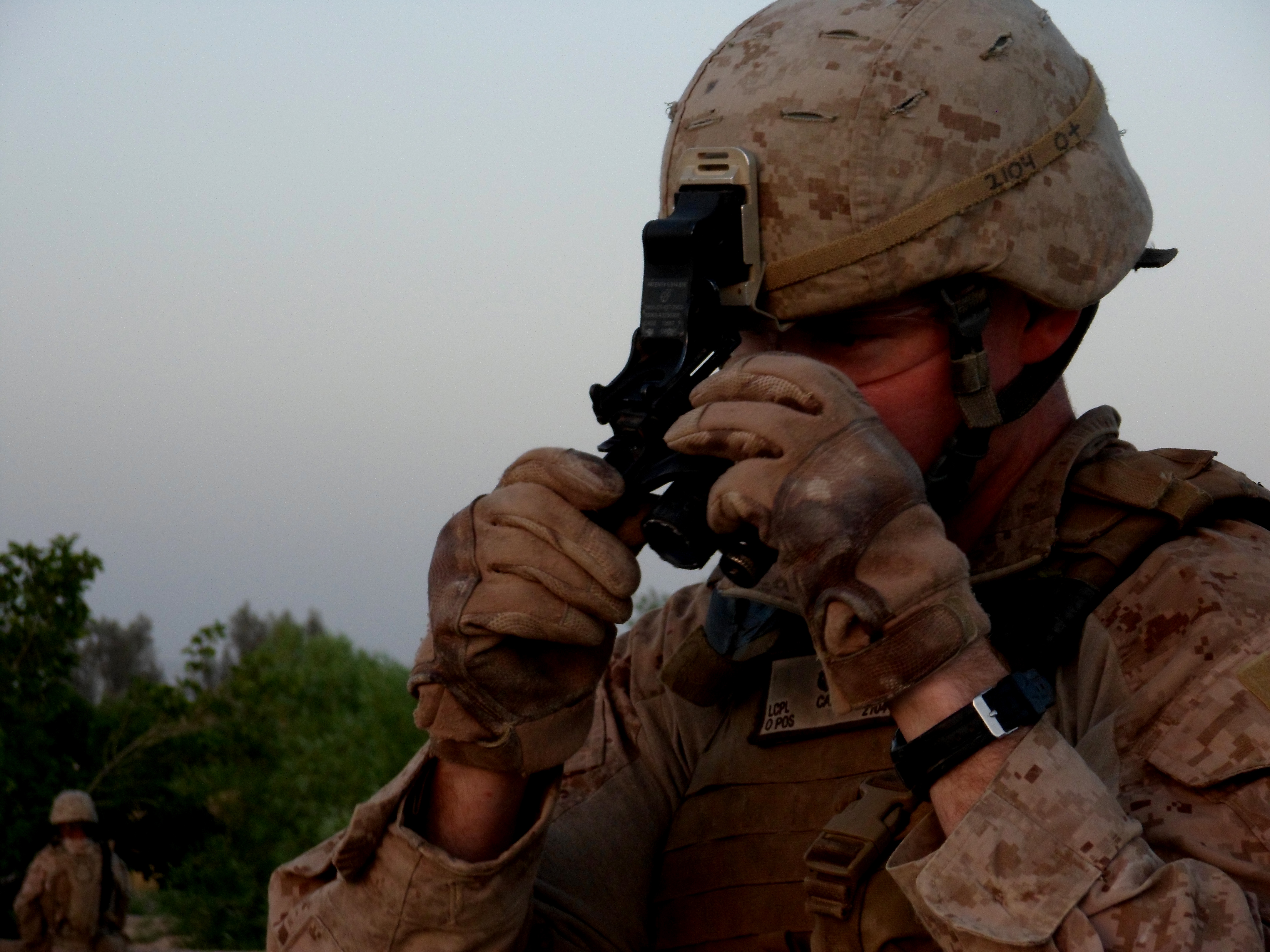
AN/PVS-14を装着したLWH
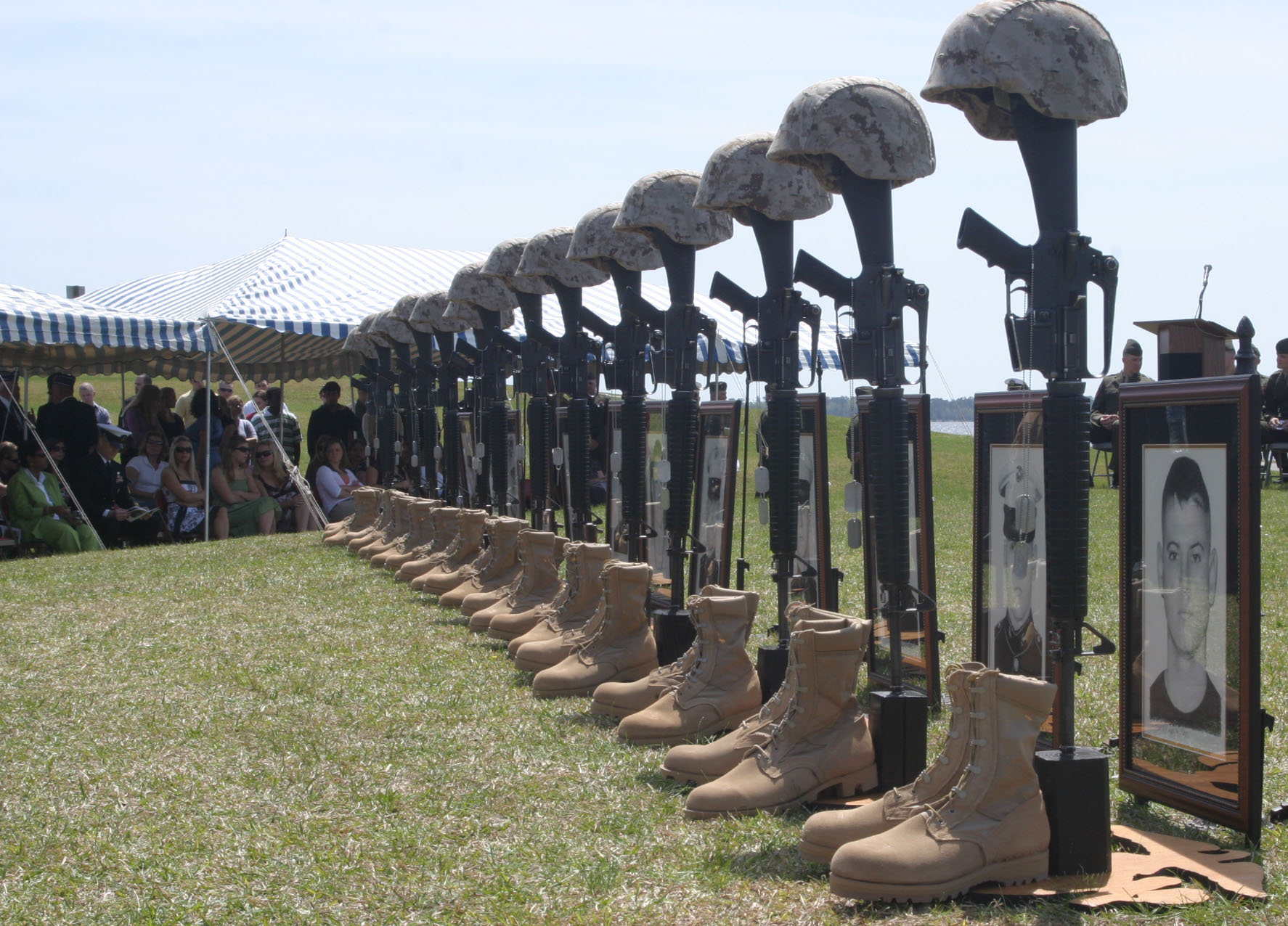
バトルフィールド・クロスに使用されるLWH